# Fórmula 3000 Británica
La Fórmula 3000 Británica también conocida como la Fórmula 2 Británica era una competición nacida en el Reino Unido, nació en 1957 hasta 1996.
Entre 1957 y 1988, se corrió en varias etapas, no corriendose entre 1961-1963, 1968-1971 y 1973-1988.
En el año 1989, regresó nuevamente como una serie nacional para monoplazas de Fórmula 3000 de un año de antigüedad. Con los autos de Lola y Reynard Motorsport podrían en la parrilla, siendo el motor predominante el Cosworth DFY. El número de participantes aumentaron hasta que la serie alcanzó su ápice en 1991.
Los dos primeros campeones, Gary Brabham y Pedro Chaves, llegaron brevemente a la Fórmula 1 pero sin éxito ya que ninguno lograron clasificar en ninguna carrera.
En 1991, Paul Warwick, hermano menor del entonces piloto del equipo Arrows, Derek Warwick, dominó la primera mitad de la serie, pero murió en un accidente a mitad de temporada en Oulton Park. Conservó el liderato en la ronda final y recibió el título póstumamente.
En 1995 no se disputó ya que solo se había confirmado la entrada de un equipo.
En 1997 volvió a llamarse Formula 3000 Británica, dejó de disputar tras haberse corrido la primera carrera (en la cual corrieron solamente tres autos) debido a la falta de apoyo y de altos gastos de funcionamiento.
En 1999, decidió llamarse Británico 3000, todo andaba bien al principio, grandes equipos y grandes pilotos convirtiéndola en una fase de ascensos y descensos con la Formula 3000 International, pero la FIA en el último momento decidió cambiar los parámetros con la consecuente salida de pilotos y equipos de la competición.
En 2000, decidió llamarse Copa de Otoño Formula 3000, una especie de continuación a la Formula 3000 International para dar entrenamiento para la temporada de 2001, pero fue cancelado porque los organizadores no podían garantizar la competición ya que se tuvo que pasar de cuatro carreras a tres, cancelando la primera carrera.

## Campeones
| Año                    | Piloto              | Escudería                          | Automóvil                                 |               |
| Fórmula 2 Británica    | Fórmula 2 Británica | Fórmula 2 Británica                | Fórmula 2 Británica                       |               |
| ---------------------- | ------------------- | ---------------------------------- | ----------------------------------------- | ------------- |
| 1957                   | Tony Marsh          |                                    | Cooper-Climax                             |               |
| 1958                   | Jack Brabham        |                                    | Cooper-Climax                             |               |
| 1959                   | Stirling Moss       |                                    | Cooper-Borgward                           |               |
| 1960                   | Jackie Lewis        |                                    | Cooper-Climax                             |               |
| 1961–1963              | No se disputó       | No se disputó                      | No se disputó                             | No se disputó |
| 1964                   | Mike Spence         |                                    | Lotus-Ford                                |               |
| 1965                   | Jim Clark           |                                    | Lotus-Ford                                |               |
| 1966                   | Jack Brabham        |                                    | Brabham-Honda                             |               |
| 1967                   | Jochen Rindt        |                                    | Brabham-Ford                              |               |
| 1968–1971              | No se disputó       | No se disputó                      | No se disputó                             | No se disputó |
| 1972                   | Niki Lauda          |                                    | March-Ford                                |               |
| 1973–1988              | No se disputó       | No se disputó                      | No se disputó                             | No se disputó |
| Fórmula 3000 Británica |                     |                                    |                                           |               |
| 1989                   | Gary Brabham        | Bromley Motorsport                 | Reynard 88D-Cosworth                      |               |
| 1990                   | Pedro Chaves        | Mansell Madgwick Motorsport        | Reynard 90D-Cosworth                      |               |
| 1991                   | Paul Warwick        | Mansell Madgwick Motorsport        | Reynard 90D-Cosworth                      |               |
| Fórmula 2 Británica    |                     |                                    |                                           |               |
| 1992                   | Yvan Muller         | Omegaland                          | Reynard 91D-Cosworth                      |               |
| 1993                   | Philippe Adams      | Madgwick International Argo Racing | Reynard 91D-Cosworth Reynard 92D-Cosworth |               |
| 1994                   | José Luis Di Palma  | AJS Racing Madgwick International  | Reynard 92D-Cosworth                      |               |
| 1995                   | No se disputó       | No se disputó                      | No se disputó                             | No se disputó |
| 1996                   | Gareth Rees         | Super Nova Racing                  | Reynard 95D-Mugen                         |               |